# Амбістома кротоподібна
Амбістома кротоподібна (Ambystoma talpoideum) — вид земноводних з роду амбістома родини амбістомові.

## Опис
Загальна довжина досягає 8,5—9,5 см. У неї дуже широка сплощена голова та короткий хвіст. Забарвлена у сірий або темно-коричневий колір, черево має темні та світло-сірі плями.

## Спосіб життя
Полюбляє вологі ліси, місцини біля водойм. Весь час проводить риючись у землі, звідки і отримала свою назву. Активна вночі. Живиться різними безхребетними.
Розмноження відбувається у січні-лютому. У цієї амбістоми внутрішнє запліднення. Навесні, під час дощу, самиця відкладає 200–400 яєць у дрібні тимчасові водойми серед соснового лісу.

## Розповсюдження
Поширена по узбережжю Південної Атлантики від штатів Північна Кароліна і Луїзіана до північного Іллінойсу, а також в Оклахомі, Арканзасі і Техасі.